# Серро, Густаво
Густаво Карлос Серро (англ. Gustavo Carlos Cerro; 17 июля 1969) — австралийский футболист. Выступал в высших лигах Австралии и Малайзии.

## Биография
Профессиональную карьеру начал в возрасте 16 лет в клубе «Канберра Сити». В сезоне 1989/90 выступал в австралийском клубе «Мелитта Иглз». В 1995 году Серро отправился в Малайзию, в местный клуб «Паханг», но вскоре вернулся в Австралию. В дальнейшем играл и за другие клубы Австралии и Малайзии. Последним клубом в его профессиональной карьере стал австралийский «Бэнкстоун Сити Лайонс», из которого он ушёл в 2003 году. Считался одним из наиболее мастеровитых игроков своего времени. После завершения игровой карьеры работает детским тренером.

## Личная жизнь
Отец двух дочерей. Старшая дочь Джессика, более известная под псевдонимом Монтень (р. 1995) — певица. Представительница Австралии на конкурсе Евровидение-2021.